# Луций Деций (трибун 415 пр.н.е.)
Луций Деций (на латински: Lucius Decius) е политик на Римската република през края на 5 век пр.н.е.
Произлиза от плебейската фамилия Деции. Потомък е на Марк Деций (народен трибун 491 пр.н.е.), пратеникът на плебеите през 494 или 493 пр.н.е. при първото им оттегляне от Рим (secessio plebis) да преговаря със Сената.
През 415 пр.н.е. Луций Деций е народен трибун. Рим се управлява тази година от консулските военни трибуни: Публий Корнелий Кос, Нумерий Фабий Вибулан, Гай Валерий Поцит Волуз и Квинт Квинкций Цинцинат.